# Sleep No More
"Sleep No More" é o nono episódio da nona temporada da série de ficção científica britânica Doctor Who, transmitido originalmente através da BBC One em 14 de novembro de 2015. Foi escrito por Mark Gatiss e dirigido por Justin Molotnikov.
Neste episódio, elaborado sob o conceito do found footage, o alienígena viajante do tempo conhecido como o Doutor (Peter Capaldi) e sua companheira Clara Oswald chegam na estação espacial Le Verrier que sobrevoa Netuno no século XXXVIII, onde tentam resolver o mistério do aparecimento de criaturas humanoides feitos de uma substância semelhante a remela, que matou todos os tripulantes da base. Toda a história é contada sobre a visão de Gagan Rassmussen, inventor do projeto Morpheus, uma máquina que resume o tempo de sono das pessoas de um mês em cinco minutos, e que está envolvido no caso.

## Enredo
O episódio começa in medias res com Gagan Rassmussen, o pesquisador líder na Estação Espacial Le Verrier em órbita em torno de Netuno em algum momento no século XXXVIII, de frente para uma câmera para gravar uma mensagem. Rassmussen avisa o espectador não para assistir o vídeo, mas explica que o conteúdo foi montado a partir de várias gravações feitas ao longo das últimas horas, o que iria ajudar a formar os eventos que levaram a este ponto. Rassmussen continua a narrar o episódio enquanto os eventos acontecem.
Horas antes, um navio de resgate de Triton chega a Le Verrier em resposta a uma súbita ausência de comunicação com a estação, com quatro soldados: Nagata, Chopra, Deep-Ando e 474, um soldado biológico de baixa inteligência. A estação encontra-se vazia, sem nenhum sinal da tripulação, no entanto, eles encontram Clara e o Doutor, que usa o papel psíquico para disfarçar-se como engenheiro e assessor de estresse. O grupo está sendo perseguido por criaturas humanoides feitos de uma substância semelhante a areia (mais tarde denominado "Sandmen" por Clara) que são impermeáveis às armas do grupo. Deep-Ando é separado dos outros enquanto eles se abrigam. Quando os outros tentam entrar em contato com ele, Clara, inadvertidamente, é puxada para dentro e selada em uma câmara da qual o Doutor consegue libertá-la. Nagata identifica a câmara como uma inofensiva câmera de sono Morpheus, que comprime todo mês de sono em um período de cinco minutos, permitindo que todos possam trabalhar mais, porque "tempo é dinheiro". Chopra é o único que se recusa a usá-lo, insistindo que a tecnologia é horrível e não natural. Eles acham inventor do Morpheus, Rassmussen, escondido em uma outra câmara. Rasumussen explica que ele funciona enviando um sinal eletrônico para o cérebro, alterando sua química. Eles estavam testando a próxima geração de dispositivos do Morpheus quando o Sandmen apareceu. O Doutor teme que as câmaras estão relacionados com as criaturas de areia e teoriza que são formados a partir da poeira que se acumula no canto do olho, e tenham consumido a tripulação da estação. Enquanto isso, Deep-Ando, que foi separado do grupo, é morto ao tentar escapar de um Sandman.
Enquanto eles continuam através da estação, os escudos gravidade da estação falham, puxando-a em direção de Netuno. Embora o aumento da gravidade faz com que os Sandmen comecem a desintegrar-se, eles conseguem atacar e matar Rassmussen no caos. O Doutor é capaz de restaurar os escudos de gravidade, e antes dos Sandmen poderem reagir, Clara, Nagata e o Doutor se abrigam na sala fria de uma cozinha. Chopra e 474, incapazes de entrar em contato com os outros, tentam voltar ao seu navio de resgate. 474 sacrifica-se para levar Chopra através de uma parede de fogo causada quando os escudos de gravidade falharam, enquanto Chopra, eventualmente, também é morto por um Sandman enquanto esperava no navio em que vieram. Enquanto escondidos no freezer, o Doutor percebe que os Sandmen são cegos, e os três escapam. Num momento de descanso, ele descobre através de seus óculos de sol sônicos que uma variedade de sinais de vídeo foram transmitidas, e mostra para Clara e Nagata todas as gravações que retratam a partir de seus pontos de vista, exceto que não há câmeras na estação. Percebendo que não há nenhum ponto de vista de Chopra, ele deduz que eles são o resultado de ser vítima do Morpheus, e que é o sono nos olhos das pessoas que transmitem as gravações. Os Sandman parecem que estão tendo o seu sinal visual sequestrado, causando sua cegueira.
Eles retornam ao navio de resgate para encontrar Rassmussen lá, junto com uma câmera do Morpheus, que ele afirma que contém o primeiro paciente do processo de Morpheus de cinco anos antes. Rassmussen admite que seu objetivo é ajudar os Sandmen para deixar a estação e ficar em Triton, a partir do qual eles podem infectar o resto do Sistema Solar; a falha do escudo gravitacional foi planejado para permitir-lhe enviar câmera ao navio de resgate sem chamar a atenção. Rassmussen tenta prender os três em uma parte do navio de resgate com o paciente, agora um Sandman, mas eles escapam, e em sua fuga, Nagata atira em Rassmussen antes que ele possa lançar o navio. O Doutor leva-os para a TARDIS, percebendo que os eventos que aconteceram são coreografados para parecer um perigo real. Enquanto eles são cercados por Sandmen, o Doutor desativa os escudos de gravidade, fazendo com que eles desintegrem-se, e os três fogem para a TARDIS e a estação cai em Netuno.
Quando a TARDIS parte, Rassmussen revela em sua narração que ele era um Sandman todo esse tempo; todos os acontecimentos das últimas horas foram projetados para contar uma história que iria manter o espectador atraído para continuar a assistir as gravações, a fim de transmitir o sinal de Morpheus (disfarçado de falhas) para eles, assegurando assim que o Sandman poderia se espalhar para qualquer um que assisti-lo, daí o seu aviso no início. Rassmussen se desintegra em areia enquanto o sinal termina.

### Continuidade
Ao debater com Clara sobre o nome das criaturas o Doutor murmuria: "É como os Silurians novamente", referindo-se a um antigo adversário, que apareceu pela primeira vez em Doctor Who and the Silurians.
Segundo o escritor Mark Gatiss, a menção da "grande catástrofe" que se abateu sobre a humanidade sobre a qual o Doutor se refere é a colisão entre a Terra e o Sol descrita do arco Frontios da 21ª temporada clássica.